# Holbach (Ahrbach)
Der Holbach ist ein ca. 1,9 km langer Bach im Westerwaldkreis, der nahe Wirzenborn von links in den Ahrbach mündet.

## Geografie
Der Holbach ist ein linker Zufluss des Ahrbach. Er entspringt etwa 400 m südwestlich der Gemeinde Großholbach an der Kläranlage. Von hier verläuft er nach Südwesten fast parallel zum Eisenbach, der etwa 1 km südöstlicher fließt. Er verläuft entlang des Wallfahrtsweges von Großholbach zur  Marien-Wallfahrtskirche in Wirzenborn. Etwa 1,5 km von Großholbach entfernt unterläuft der Bach die Eisenbahn-Schnellfahrstrecke Köln–Rhein/Main, danach erreicht der Holbach die 1963 errichtete Kapelle Bildches Eich. Sowohl die Kapelle als auch der Holbach finden sich im Wappen von Großhalbach wieder.
Der Holbach mündet an der Gemeindegrenze von Großholbach und der Stadt Montabaur etwa 600 m nordwestlich des Montabäurer Ortsteil Wirzenborn im Gelbachtal als linker Nebenfluss in den Ahrbach, der kurz darauf dem Gelbach zufließt.

## Bilder

Der Holbach als Trennlinie im Wappen von Großholbach
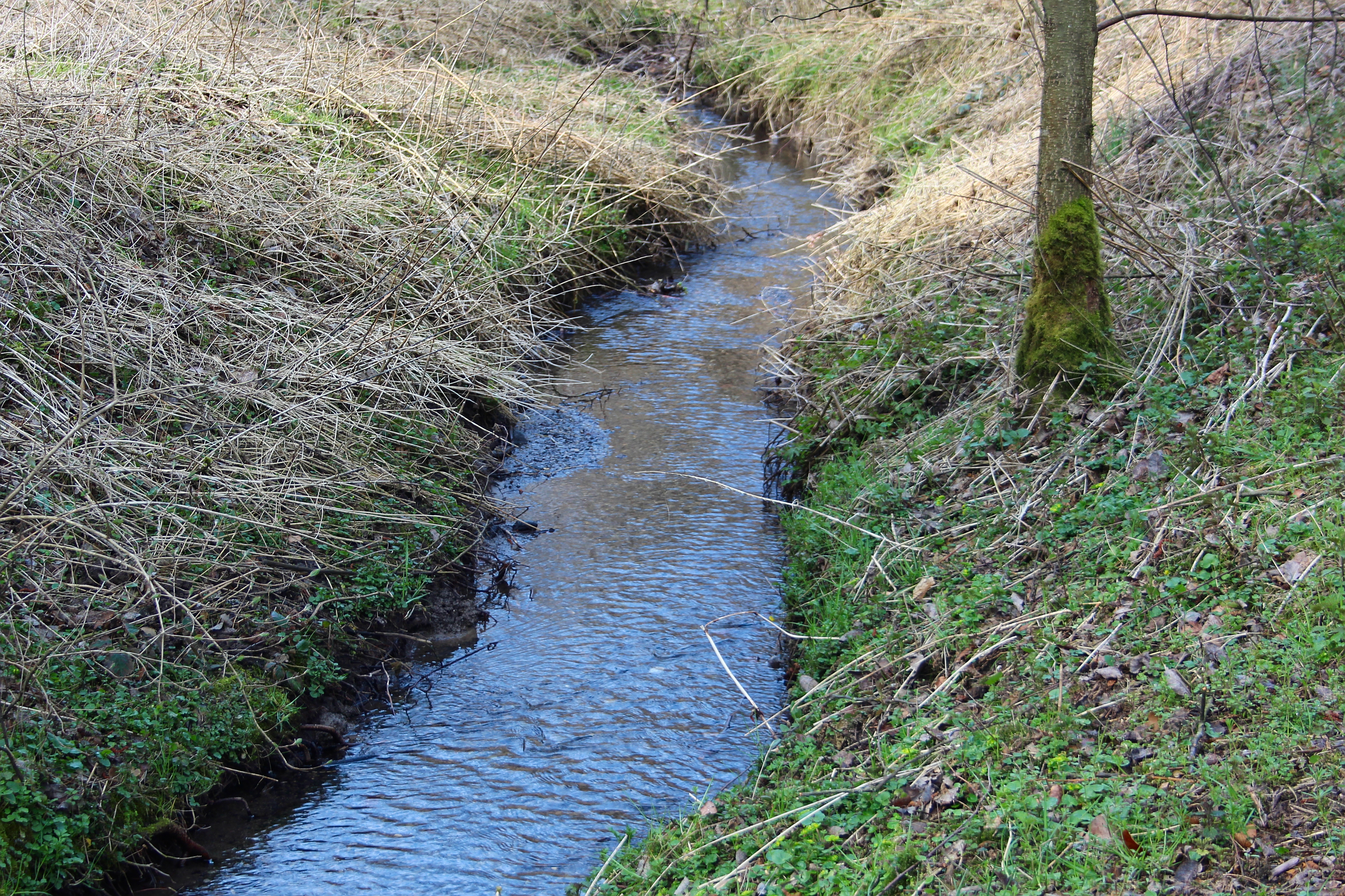
Der Holbach nahe Unterführung der Schnellfahrstrecke Köln–Rhein/Main
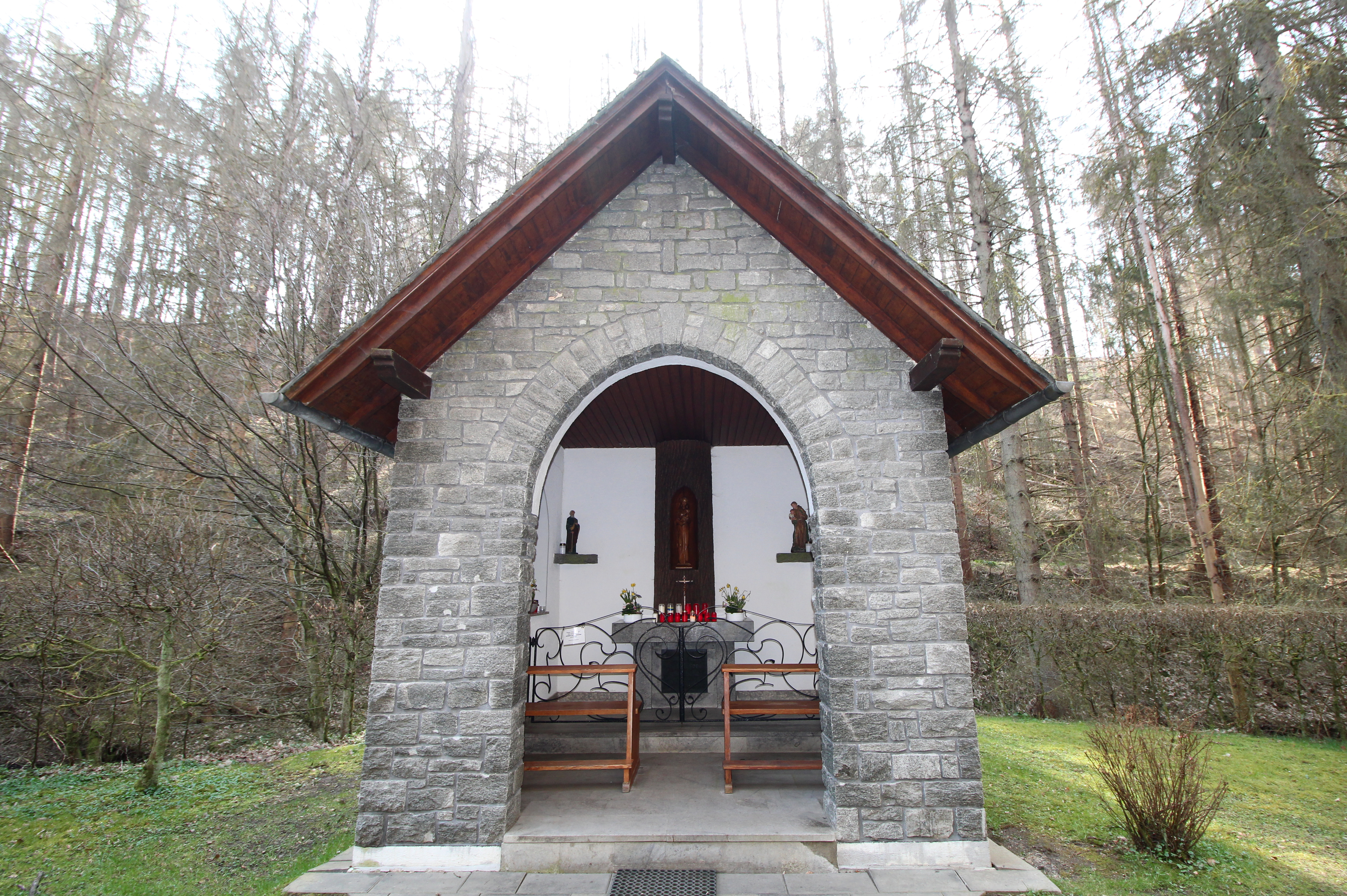
Die Kapelle Bildches Eich
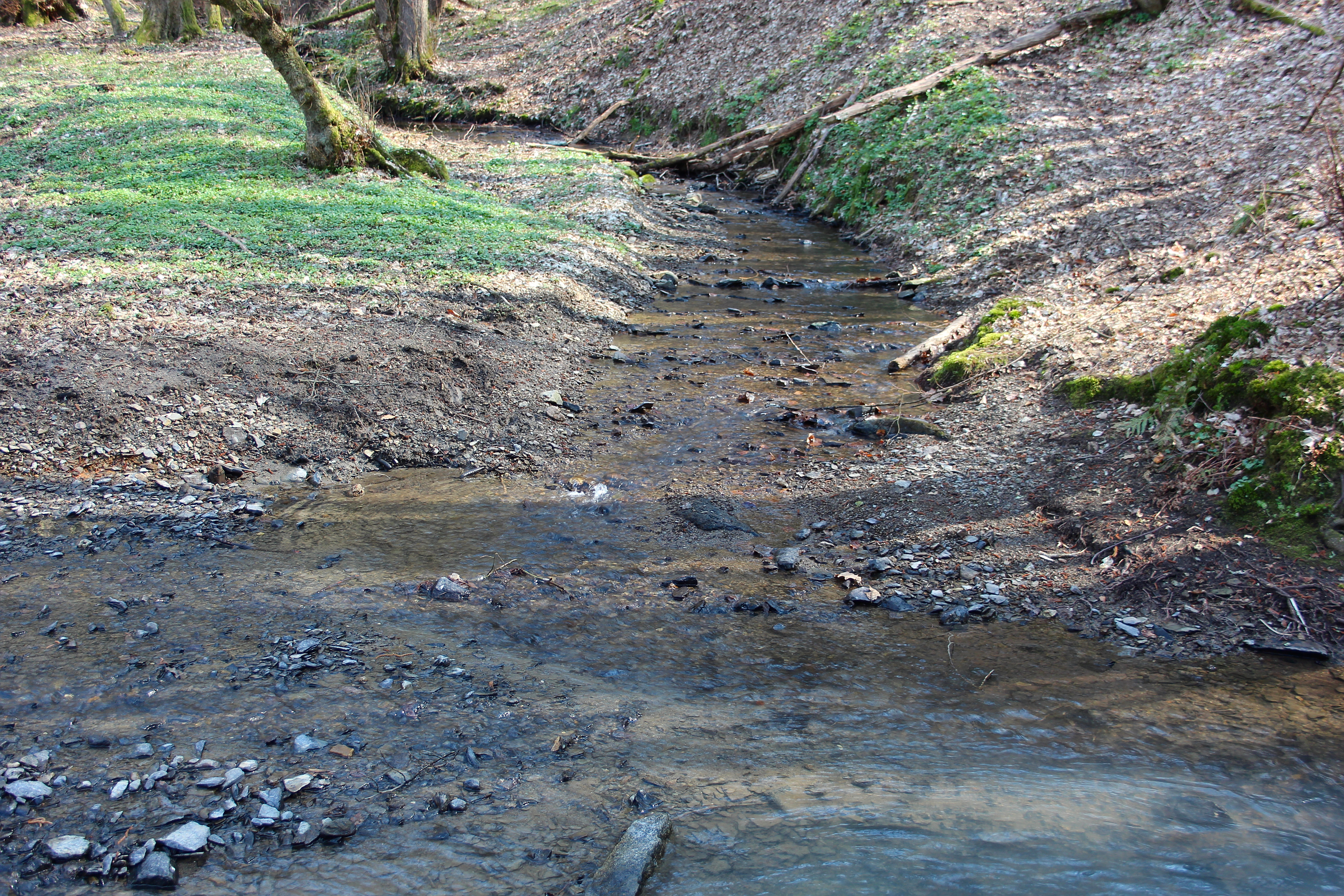
Der Zufluss des Holbach (oben) in den Ahrbach